# ラファエル・ゴメス・ニエト
ラファエル・ゴメス・ニエト（Rafael Gómez Nieto, 1921年1月21日 - 2020年3月31日） は、スペイン内戦と第二次世界大戦期のスペインの兵士、退役軍人。スペイン人部隊『ヌエベ』の最後の生存者と言われる。

## 略歴
アンダルシア州アルメリアで生まれ、バダロナに移り、召集を受けるとエブロの戦いでスペイン共和政軍に従軍した。
戦後はフランスに渡り、サン＝シプリアンの収容所に収容。4か月後、父親と共にアルジェリアに渡り、トーチ作戦を受けてヌエベの一員になる。この部隊はドイツ国防軍による占領後にパリに侵入した初の部隊として知られる。その人員160人のうち146人がスペイン人であることでも知られているが、このうち戦死を免れた人物はわずか十数人のみだった。
戦後は1955年にストラスブールに移住。死去まで同地に在住した。
2020年3月31日、ストラスブール内の老人ホームでCOVID-19により死去。99歳没。確認できる中では、ヌエベ最後の生き残りと言われる。